# Laujuzan
Laujuzan (gaskognisch Laur Jusan) ist eine französische Gemeinde mit 290 Einwohnern (Stand: 1. Januar 2022) im Département Gers in der Region Okzitanien (vor 2016 Midi-Pyrénées). Sie gehört zum Kanton Grand-Bas-Armagnac im Arrondissement Condom. Die Einwohner werden Laujuzanais genannt.

## Lage
Laujuzan liegt etwa 18 Kilometer nordöstlich von Aire-sur-l’Adour. Die Flüsse Izaute und Midou bilden die südwestlichen und nordöstlichen Gemeindegrenzen. Umgeben wird Laujuzan von den Nachbargemeinden Maupas im Norden, Panjas im Norden und Nordosten, Caupenne-d’Armagnac im Osten und Südosten, Magnan im Süden, Perchède im Südwesten, Mormès im Westen sowie Monlezun-d’Armagnac im Nordwesten.

## Bevölkerungsentwicklung
| Jahr                       | 1962 | 1968 | 1975 | 1982 | 1990 | 1999 | 2006 | 2011 | 2020 |
| Einwohner                  | 295  | 283  | 262  | 242  | 245  | 226  | 231  | 250  | 2829 |
| Quellen: Cassini und INSEE |      |      |      |      |      |      |      |      |      |

## Sehenswürdigkeiten
- Kirche Saint-André
- Burg bzw. Schloss Lau, ursprünglich aus dem 13. Jahrhundert, umgebaut im 17. Jahrhundert